# Pour l'amour de Mike (film, 1960)
Pour les articles homonymes, voir Pour l'amour de Mike.
Pour plus de détails, voir Fiche technique et Distribution.
Pour l'amour de Mike (For the Love of Mike) est un film américain réalisé par George Sherman, sorti en 1960.

## Fiche technique
- Titre original : For the Love of Mike
- Titre français : Pour l'amour de Mike
- Réalisation : George Sherman
- Scénario : D. D. Beauchamp
- Photographie : Alex Phillips
- Montage : Fredrick Y. Smith
- Musique : Raúl Lavista
- Pays de production : États-Unis
- Format : Couleurs - 2,35:1
- Genre : western
- Durée : 87 minutes
- Date de sortie : 1960

## Distribution
- Richard Basehart : Père Francis Phelan
- Stuart Erwin : Dr Henry G. Mills
- Arthur Shields : Père Walsh
- Danny Bravo : Michael Littlebear
- Armando Silvestre : Tony Eagle
- Elsa Cárdenas : Mme Eagle
- Murray Steckler : Ty Corbin
- Rex Allen : lui-même